# Imagen inversa
La imagen inversa, antiimagen o contraimagen de una aplicación es la aplicación que a cada subconjunto del conjunto final de la aplicación le hace corresponder el conjunto de elementos del conjunto inicial cuya imagen se encuentra en este conjunto. Es una aplicación que a un conjunto le hace corresponder otro conjunto.

## Definición
Sea {\displaystyle \textstyle f:{\mbox{A}}\longrightarrow {\mbox{B}}} una aplicación e {\displaystyle \textstyle {\mbox{Y}}\subset {\mbox{B}}}. La imagen inversa de {\displaystyle \textstyle Y} se define como sigue:
{\displaystyle f^{-1}(Y)\quad =\quad \lbrace \quad x\in A\quad |\quad \exists y\in Y\quad ,\quad f(x)=y\quad \rbrace }

## Propiedades
La imagen inversa resulta ser compatible con todas las operaciones con conjuntos:

### Unión
{\displaystyle \forall Y,Z\subset {\mbox{B}}\quad f^{-1}({\mbox{Y}}\cup {\mbox{Z}})=f^{-1}({\mbox{Y}})\cup f^{-1}({\mbox{Z}})}

### Intersección
{\displaystyle \forall Y,Z\subset {\mbox{B}}\quad f^{-1}({\mbox{Y}}\cap {\mbox{Z}})=f^{-1}({\mbox{Y}})\cap f^{-1}({\mbox{Z}})}

### Complementario[2]
{\displaystyle \forall Y\subset {\mbox{B}}\quad f^{-1}({\mbox{B}}-{\mbox{Y}})={\mbox{A}}-f^{-1}({\mbox{Y}})}

### Diferencia de conjuntos
{\displaystyle \forall {\mbox{Y}},{\mbox{Z}}\subset {\mbox{B}}\quad f^{-1}({\mbox{Y}}-{\mbox{Z}})=f^{-1}({\mbox{Y}})-f^{-1}({\mbox{Z}})}

## Aplicaciones
La imagen inversa se usa frecuentemente en topología y teoría de la medida.